# ایلیا آدکوگبه

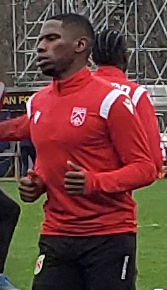
ایلیا آدکوگبه در سال ۲۰۲۲

ایلیا آدکوگبه (انگلیسی: Elijah Adekugbe؛ زادهٔ ۲۶ آوریل ۱۹۹۶) بازیکن فوتبال اهل بریتانیا است.